# J’accuse

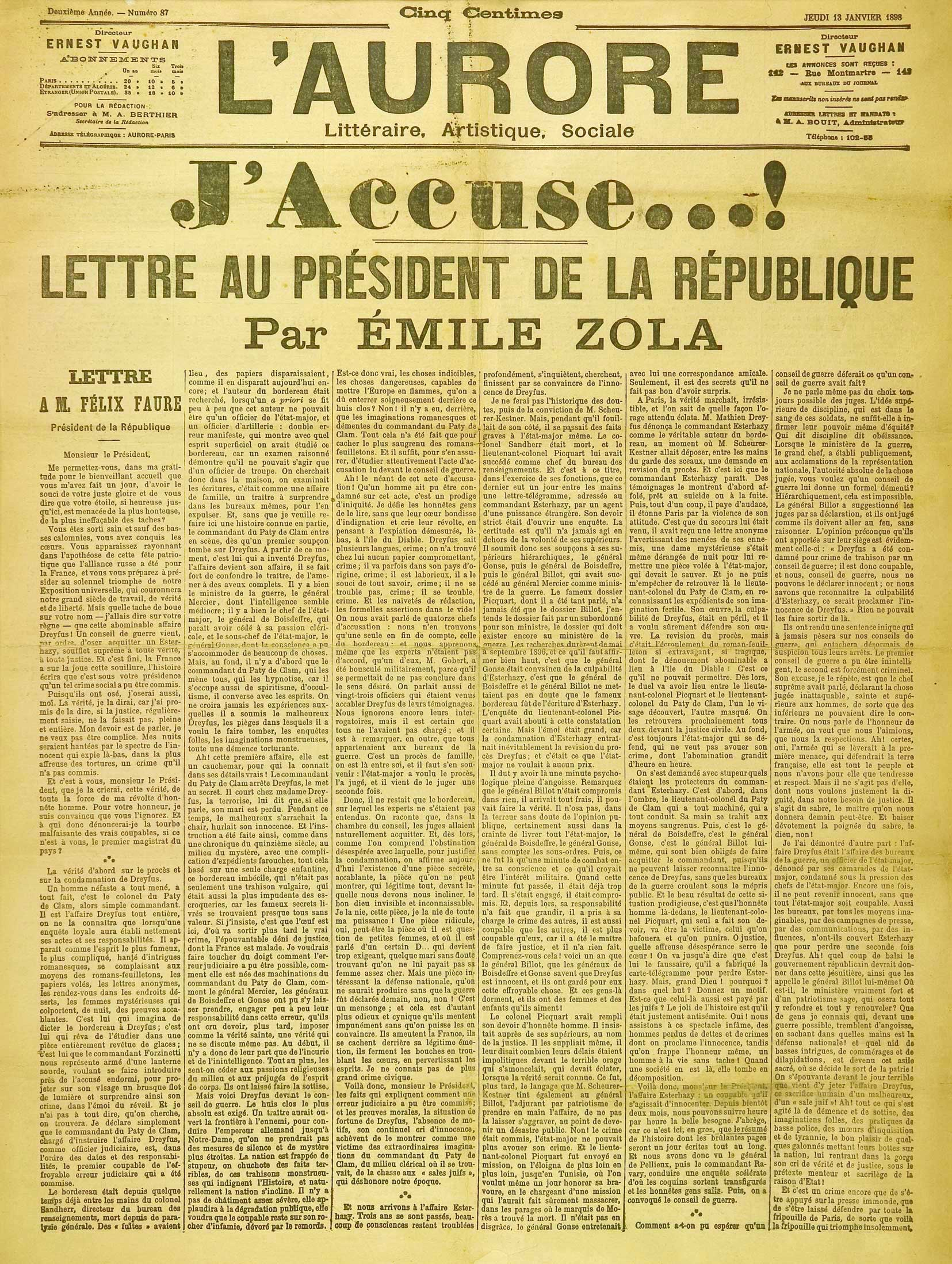
Der offene Brief J’accuse

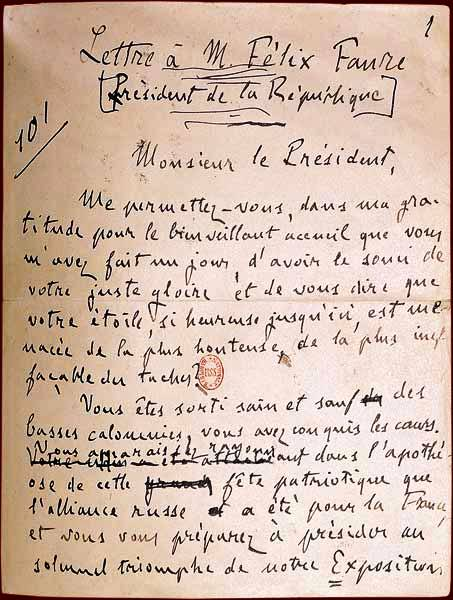
Die erste von 34 Seiten des handgeschriebenen Originalmanuskripts von Januar 1898

J’accuse…! (französisch für Ich klage an…!) ist der Titel eines offenen Briefes des französischen Schriftstellers Émile Zola an Félix Faure, den damaligen Präsidenten der Französischen Republik, um diesen und die Öffentlichkeit über die wahren Hintergründe der Dreyfus-Affäre zu informieren. Zola wandte sich an den französischen Staatspräsidenten Félix Faure und beschuldigte dessen Regierung des Antisemitismus und der unrechtmäßigen Inhaftierung von Alfred Dreyfus, einem französischen Generalstabsoffizier, der wegen Spionage zu lebenslanger Strafhaft verurteilt worden war.
Zola wies auf Justizfehler und das Fehlen ernsthafter Beweise hin. Der Brief erschien am 13. Januar 1898 in der Tageszeitung L’Aurore, verursachte einen großen politischen Skandal und gab der Dreyfus-Affäre eine entscheidende Wendung. J’accuse ist auch in den deutschen Sprachgebrauch eingegangen als Bezeichnung für eine mutige, öffentliche Meinungsäußerung gegen Machtmissbrauch.

## Hintergrund
Drei Jahre zuvor, 1894, war der französische Hauptmann Alfred Dreyfus aufgrund von Fälschungen wegen angeblicher Spionage zugunsten des Deutschen Reichs degradiert und zu lebenslanger Haft auf der Teufelsinsel verurteilt worden. Als sich bei einer erneuten Untersuchung die Unschuld Dreyfus’ herausstellte und der Major Ferdinand Walsin-Esterházy als der wahre Täter identifiziert wurde, hielt der Generalstab dennoch an der Täterschaft Dreyfus’ fest, der Jude und Elsässer war.
Bereits im November 1896 hatte der Journalist Bernard Lazare in seiner Streitschrift « Une Erreur Judiciaire: La Vérité sur l’Affaire Dreyfus » (deutsch: „Ein Justizirrtum: Die Wahrheit über die Affäre Dreyfus“) Dreyfus’ Unschuld beteuert.
Den unmittelbaren Anstoß zu dem offenen Brief von Zola gab der skandalöse Freispruch Walsin-Esterházys. Zola legte nun öffentlich die Hintergründe des Falles dar und bezichtigte ranghohe Offiziere des Generalstabs und der Militärjustiz sowie einige an dem Fall beteiligte Gutachter und konservative Presseorgane des Antisemitismus, der Lüge und der bewussten Rechtsbeugung im Fall Dreyfus. Der Brief, dessen bekannter Titel von Georges Clemenceau stammt, wurde auf der ersten Seite der Zeitung veröffentlicht und sorgte in Frankreich und im Ausland für enormes Aufsehen. Zola wurde daraufhin der Verleumdung angeklagt, wie er es am Ende des Briefs vorausgesehen und in Kauf genommen hatte, und am 23. Februar 1898 zu einem Jahr Gefängnis verurteilt. Um der Haftstrafe zu entgehen, floh er nach England, von wo er nach seiner Begnadigung erst im Juni 1899 zurückkehrte.

## Inhalt
Émile Zola wies auf die zahlreichen juristischen Fehlleistungen und Beweisfälschungen sowie auf den völligen Mangel an seriösen Beweisen gegen Dreyfus hin. Er legte dar, dass Dreyfus’ Verurteilung auf falschen Anschuldigungen basierte und einen groben Justizirrtum darstelle, als dessen Hauptverursacher er den mit der Untersuchung beauftragten Major Armand du Paty de Clam ausmachte. Dessen Untersuchungsmethoden sowie die Anklage zeugten von Voreingenommenheit, Inkompetenz und Manipulationen. Zola beleuchtete zudem die „Affäre Esterhazy“, also den Freispruch des eigentlich Schuldigen. Die in ihre Lügen verstrickten Offiziere hätten es aus Korpsgeist nicht gewagt, die Wahrheit zu bezeugen. Der jesuitisch unterwanderte Generalstab habe sich stattdessen der „Schmutzpresse“ zu antisemitischer Propaganda bedient.

## Wirkung
Zolas Brief hob die Debatte um Dreyfus’ Schuld oder Unschuld auf eine höhere Ebene und spaltete Frankreich in zwei Lager: hier die antisemitisch eingestellten Militärs, die, mit Unterstützung der nationalistisch-klerikalen Rechten, den illegitimen Spionageprozess gegen Dreyfus inszeniert hatten; dort die liberal-bürgerlichen Intellektuellen, die in zunehmender Zahl den Justizskandal durchschauten, und mit ihnen die sozialistische Linke, für deren Verfolgung die Dreyfus-Affäre zum Anlass diente (vgl. Jean Jaurès). Durch den zwei Tage später in 300.000 Exemplaren verkauften Aufsatz wurde die Debatte zu einer prinzipiellen Auseinandersetzung um den Charakter der Dritten Republik. Die französische Gesellschaft zeigte sich tief gespalten: Wer an Dreyfus’ Unschuld glaubte und Zola unterstützte, gab sich damit als Anhänger einer liberalen, säkularen Republik zu erkennen, der den Menschenrechten Vorrang vor der Staatsräson einräumte; wer an Dreyfus’ Schuld festhielt, verlieh damit seiner Sympathie für eine rechtskonservative Haltung Ausdruck, die in Militär und katholischer Kirche unverzichtbare Stützen des Staates sah, denen im Zweifelsfall auch das Schicksal eines Einzelnen zu opfern war.
Nach jahrelangen, zum Teil gewalttätigen Auseinandersetzungen zwischen beiden gesellschaftlichen Lagern setzten sich die linken und liberalen Kräfte („Bloc républicain“) bei den Parlamentswahlen von 1902 durch. Die neue Mehrheit verabschiedete 1905 das Gesetz zur Trennung von Kirche und Staat.
Der laizistische Charakter der heutigen Verfassung der Fünften Französischen Republik ist also eine direkte Folge der Dreyfus-Affäre und von Zolas Offenem Brief. Zwischenzeitlich wurde 1898 auch die Französische Liga zur Verteidigung der Menschen- und Bürgerrechte gegründet, und schließlich folgte die Begnadigung Dreyfus’, der jedoch erst 1906 freigesprochen und rehabilitiert wurde.